# Clouds (album de Joni Mitchell)
Pour l'album d'Apollo Brown, voir Clouds (album d'Apollo Brown).
Pour les articles homonymes, voir Cloud.
Albums de Joni Mitchell
Song to a Seagull
(1968) Ladies of the Canyon
(1970)
Clouds est le deuxième album studio de Joni Mitchell, sorti le 1er mai 1969.

## Contenu
Il regroupe dix morceaux de folk dépouillé où l'accompagnement musical est discret, voire inexistant (The Fiddle and the Drum). Productrice de l'album, autrice de l'auto-portrait de la pochette, des paroles et de la musique de tous les titres, et jouant elle-même les partitions de guitare et de claviers, Joni Mitchell n'est accompagnée sur cet album que de Stephen Stills à la basse et à la guitare.
Cet album annonce les suivants, tant au niveau des compositions aux harmonies subtiles que des sujets évoqués, évoquant des relations amoureuses comme la politique américaine ou la maladie mentale. De nombreux morceaux ont été régulièrement repris par d'autres artistes, à commencer par Judy Collins qui chanta Chelsea Morning et Both Sides, Now avant Joni elle-même, mais également des artistes d'univers musicaux différents comme la musique irlandaise (Clannad, Karan Casey).
Fairport Convention, Jennifer Warnes, Neil Diamond, Pete Seeger, Tori Amos, Dolly Parton, Lara Fabian, Tina Arena, ou Susan Boyle font partie de ceux qui ont repris Both Sides, Now, le titre le plus célèbre de l'album, qui a aussi été chanté en français par Nana Mouskouri et Marie Laforêt. The Fiddle and the Drum est devenu, aux États-Unis, un hymne contre la guerre en Irak notamment à la suite de sa reprise par le groupe A Perfect Circle en 2004.

## Réception
L'album s'est classé 31e au Billboard 200, et a été certifié disque d'or par la Recording Industry Association of America (RIAA) le 28 août 2001.
En 1970, Joni Mitchell a remporté le Grammy Award du « meilleur enregistrement folk » pour cet opus.
En 2020, l'album a reçu le Grammy Hall of Fame Award.

## Liste des titres
Toutes les chansons sont écrites et composées par Joni Mitchell.
| 1. | Tin Angel                  | 4:09 |
| 2. | Chelsea Morning            | 2:35 |
| 3. | I Don't Know Where I Stand | 3:13 |
| 4. | That Song About the Midway | 4:38 |
| 5. | Roses Blue                 | 3:52 |

| 1. | The Gallery                  | 4:12 |
| 2. | I Think I Understand         | 4:28 |
| 3. | Songs to Aging Children Come | 3:10 |
| 4. | The Fiddle and the Drum      | 2:50 |
| 5. | Both Sides, Now              | 4:32 |

## Personnel
- Joni Mitchell : guitare, claviers, chant
- Stephen Stills : basse, guitare